# La Compil'
 (mai 2019).
La Compil' est une série de sept compilations réunissant les tubes WEA du moment.
Les six premiers volumes paraissent de début 1989 à fin 1991, en collaboration avec CBS et Columbia pour compléter la collection Boulevard des hits. Puis le volume 7 fait une petite apparition, fin 1992, uniquement édité par WEA (sans la collaboration avec CBS / Columbia).
Cette série de compilations fait partie de la collection Boulevard des hits, excepté le volume 7, sorti « Hors Collection ».

## Albums de la série

### Volume 1
La Compil' - Volume 1 réunit les tubes WEA / CBS du printemps 1989. Elle est la 2e compilation où CBS et WEA collaborent. Elle fait suite à Boulevard des hits 7. Les éditions vinyle et cassette contiennent plus de titres que sur les éditions CD.

### Volume 2
La Compil' - volume 2 réunit les tubes WEA / CBS de la rentrée 1989. Elle suit le Boulevard des hits 8. Les éditions vinyle et cassette contiennent plus de titres que sur les éditions CD.

### Volume 3
La Compil' - volume 3 réunit les tubes WEA / CBS du printemps 1990. Elle suit le Boulevard des hits 10. Elle existe en simple et double CD.

### Volume 4
La Compil' - volume 4 réunit les tubes WEA / CBS de la rentrée 1990. Il s'agit de la dernière collaboration entre WEA et CBS qui deviendra Columbia (voir Boulevard des hits 12). Les éditions vinyle et cassette contiennent plus de titres que les éditions CD.

### Volume 5
La Compil' - volume 5 réunit les derniers tubes CBS et les tubes WEA de la rentrée 1991. Elle n'est seulement publiée que par WEA. C'est aussi la première de la collection à ne pas être éditée en vinyle, moins commercialisés à cette époque. Dans les éditions CD et cassette, l'ordre des titres est différent. Par ailleurs, l'édition CD comporte 2 titres de moins.

### Volume 6
La Compil' - volume 6 réunit les tubes WEA / Columbia de la rentrée 1991 éditée par WEA / Columbia / Sony Music Entertainment. Il s'agit de la dernière de ce nom à être une collaboration avec Columbia. Elle suit le Boulevard des hits 12 et existe en simple et double CD.

### Volume 7
Exclusivement produite par WEA, La Compil' - volume 7 réunit les tubes du début de l'année 1992. Contrairement aux autres compilations de la série, celle-ci ne fait pas partie de la collection Boulevard des hits et sort « Hors Collection ».